# 幸清贤
幸清贤（1966年6月4日—），贵阳市人，维权人士，公民记者，社会活动家，现居成都市。

## 生平
- 汉族，初中学历，祖籍四川成都，户口所在地：南明区富源南路370号，1982年参加工作，在中铁二局新运工程有限公司工作25年，在职期间，一直热心公益事业，连任过三届团支部工作，从一个普通工人，自学成为机械维修技师，取得由四川省劳动厅颁发的工程机械2级维修资质证书。[1]
- 幸清贤原是中国铁路第二工程局的职工，因劳动争议一直在与该局打官司维权。[2]
- 2006年12月辞职经商，在与单位劳动纠纷诉讼过程中自学法律，运用自己学到的法律知识，帮助弱势群体维权，并建有qq群专门免费为劳动者提供劳动法律服务，通过网络帮助过成百上千的弱势群体，使他们通过法律手段，为自己讨回了公道。[1]
- 2009年2月23日成都冤民以铁链锁手在成都中院维权抗议后，鲍俊生、刘继伟、曾理、曾荣康、杨久荣、徐崇丽、黄晓敏、严文汉、幸清贤、陆大春等10余人被抓捕。[2]
- 2010年9月28日，幸清贤被乐山中级法院判处有期徒刑2年。[1]
- 2011年2月28日，幸清贤刑满释放。[2]
- 2011年，幸清贤作为独立参选人参加了贵阳市区县人大代表的选举。[1][3]
- 2015年10月6日，幸清贤、唐志顺、包卓轩（王宇、包龙军之子）在缅甸境内被中華人民共和国政府跨境抓捕。[4]。据官媒的通稿，幸清贤在参与这件事情之前，已经在境外组织的帮助下，将自己的家人安排到了国外[5]。作为交换条件，将王宇的儿子偷渡出境，就成了他必须完成的任务[6]2015年10月8日，成都市公安局北巷子派出所受内蒙古乌兰浩特公安局委托到幸清贤家抄家。[7]

- 2015年10月12日，幸清贤的妻子何娟逃亡到美国旧金山湾区。[8]